# Willi Wahl

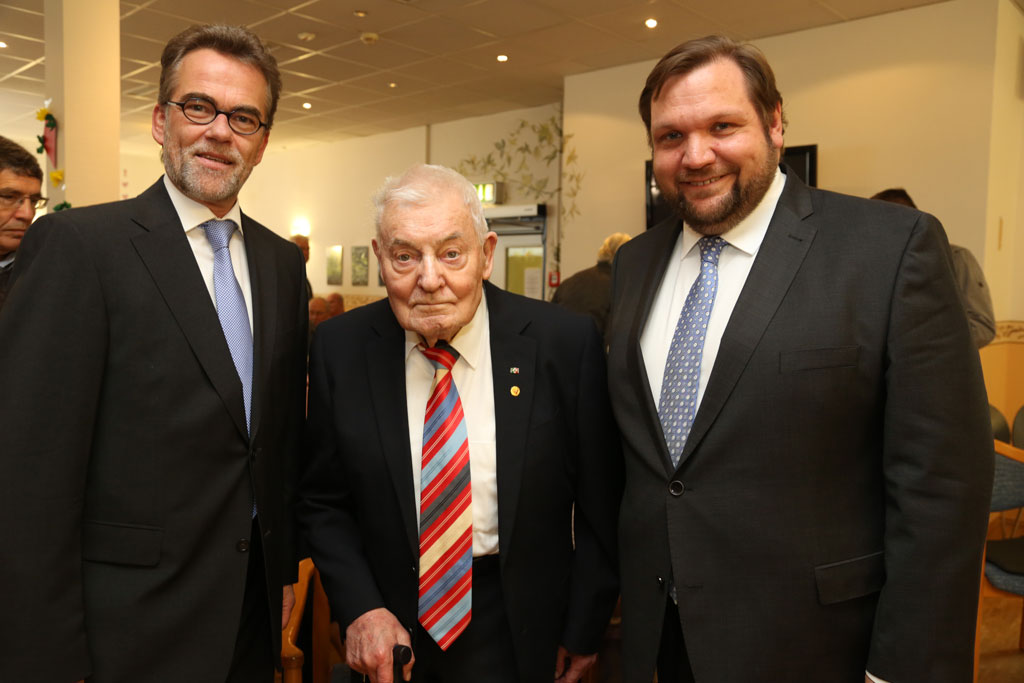
Willi Wahl (Mitte) mit Gregor Kathstede (links) und Frank Meyer (rechts) auf seinem 90. Geburtstag

Friedrich Wilhelm „Willi“ Wahl (* 23. Oktober 1927 in Duisburg; † 9. Juli 2019 in Krefeld) war ein deutscher Politiker (SPD). Von 1989 bis 1994 war er Oberbürgermeister der nordrhein-westfälischen Großstadt Krefeld.

## Leben
Wahl wurde 1927 in Duisburg geboren und wuchs vorwiegend in Kempen und später in Fischeln auf. Sein Vater war Hüttenarbeiter bei Thyssenkrupp in Ruhrort.
Nach dem Abschluss der Volksschule begann er eine Lehre als Gärtner, die er 1944 jedoch vorzeitig abbrechen musste, um seinen Kriegsdienst zu leisten. Nach dem Krieg schloss er seine Lehre ab, ließ sich 1948 aber zum Maurer umschulen. Bis zu seinem Vorruhestand war er bei den Deutschen Edelstahlwerken beschäftigt, bei welchen er gleichzeitig dem Betriebsrat angehörte.
Von 1959 bis 1988 war er erster Bevollmächtigter und Geschäftsführer der IG Metall in Krefeld. Ebenfalls in 1959 trat er der SPD bei. Dem Rat der Stadt Krefeld gehörte er von 1970 bis 1975 und von 1979 bis 1994 an. Von 1979 bis 1984 war er Bezirksvorsteher der Bezirksvertretung Fischeln. Von 1984 bis 1989 war er Bürgermeister und von 1989 bis 1994 Oberbürgermeister der Stadt Krefeld.
Willi Wahl war verheiratet und hatte fünf Kinder.

## Wirken
In Wahls Amtszeit als Oberbürgermeister fielen unter anderem die Gründung des Kresch-Theaters, des Krefelder Umweltzentrums sowie der NS-Dokumentationsstätte Villa Merländer. Wahl zählte zudem zu den ersten Kommunalpolitikern, die nach der Wende mit offener Hand den Osten empfangen haben. Unter seiner Führung nahm die Stadt Krefeld Städtepartnerschaften mit dem Oder-Spree-Kreis in Brandenburg sowie mit der russischen Stadt Uljanowsk auf.

## Auszeichnungen
- Stadtältester
- Träger des Stadtehrenrings
- 2001: Verdienstorden des Landes Nordrhein-Westfalen